# Helianthemum aguloi
Helianthemum aguloi là một loài thực vật có hoa trong họ Nham mân khôi. Loài này được Marrero Rodr. & R.Mesa mô tả khoa học đầu tiên năm 2003.